# Kodak Ektachrome

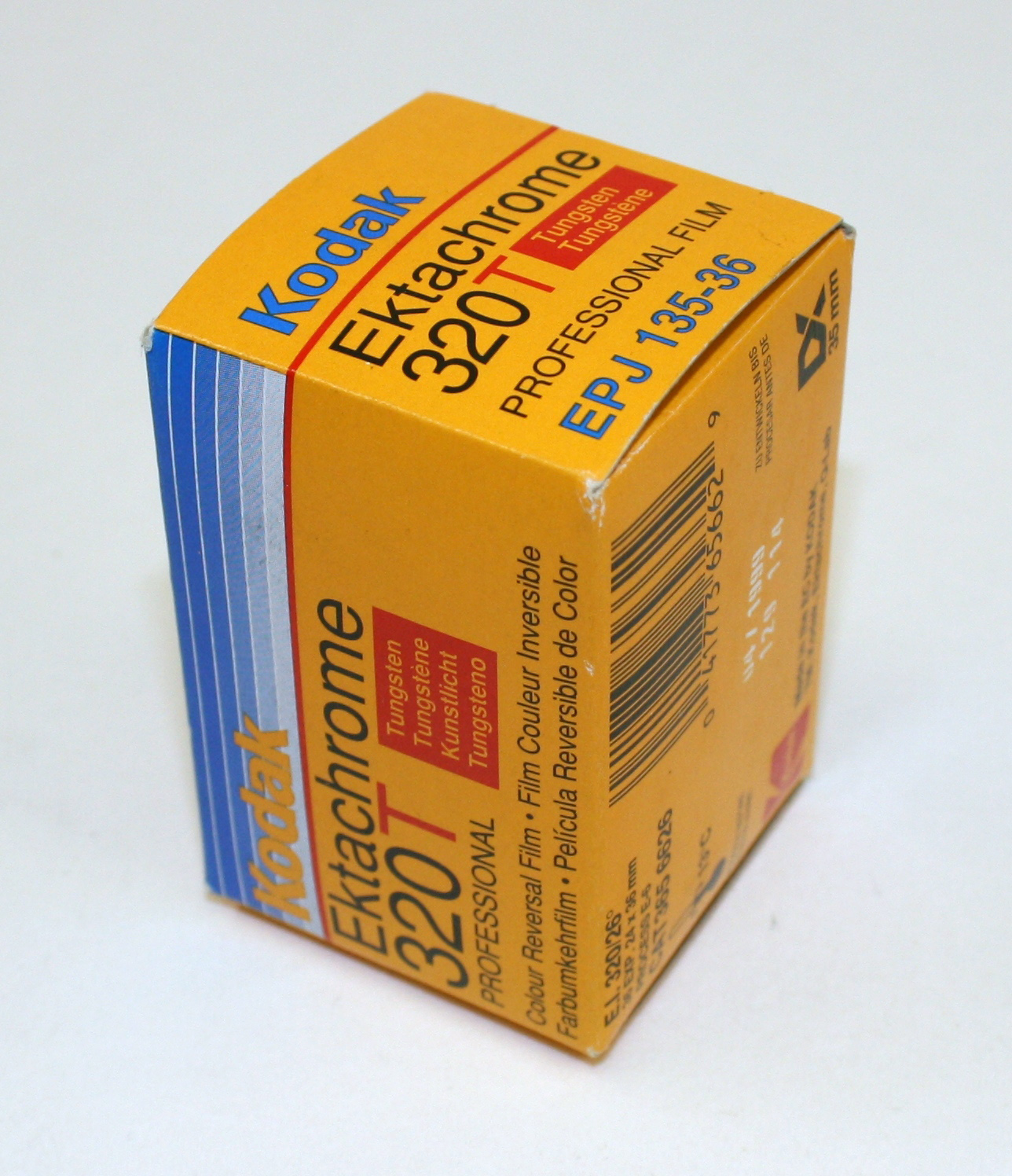
Verpackung des Ektachrome 320T im Kleinbildformat. Das „T“ steht für „Tungsten“, die Farbabstimmung auf Kunstlicht.

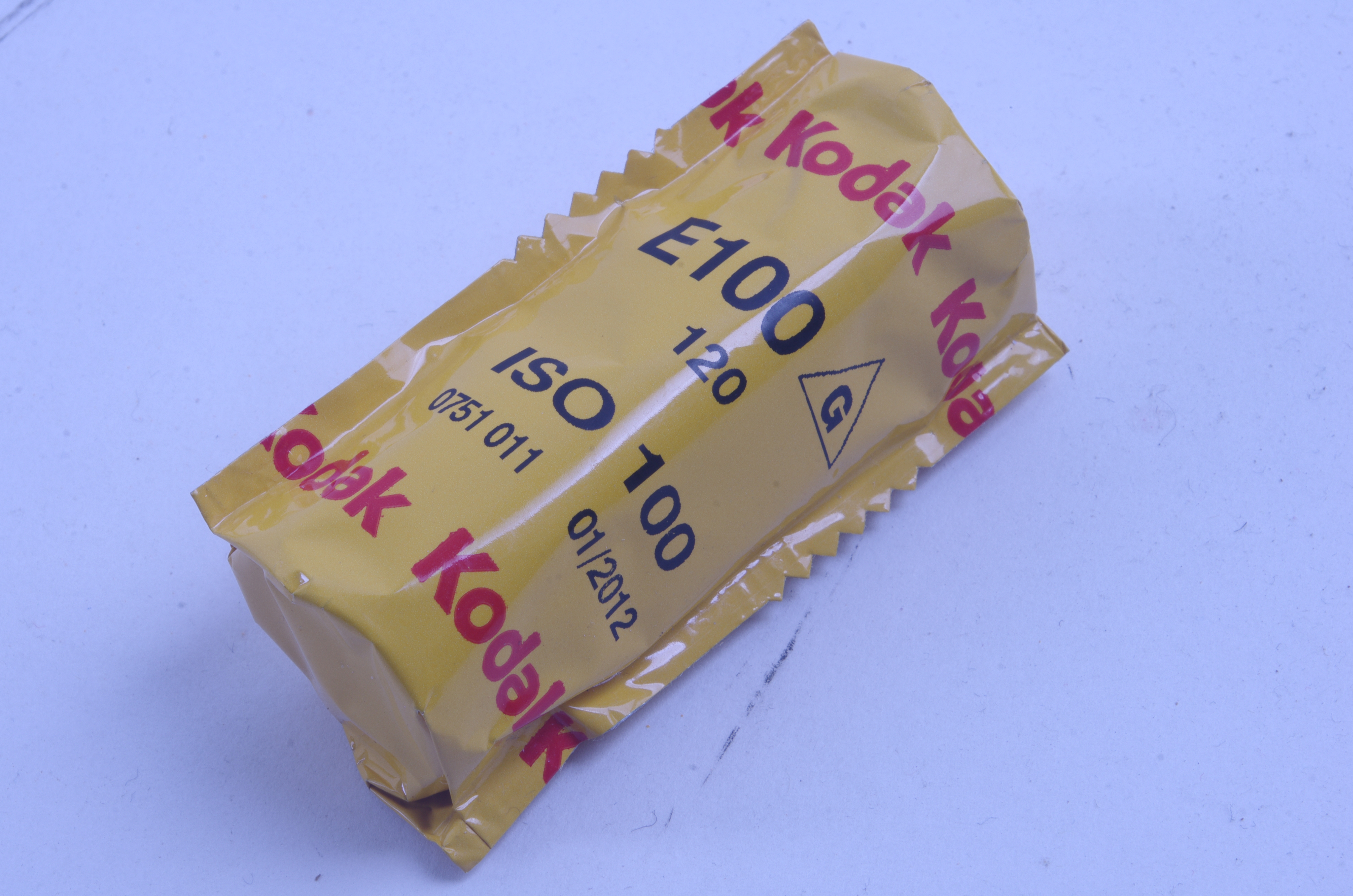
Kodak Ektachrome 100G als Mittelformatfilm Typ 120 konfektioniert. Auf der Abbildung zu sehen, obligatorisch eingeschweißt in lichtdichter Kunststofffolie.

Ektachrome ist ein fotografischer Film zur Herstellung von Dias, der von Kodak in den frühen 1940er Jahren auf den Markt gebracht wurde. Er unterscheidet sich von dem nur wenige Jahre älteren Kodachrome dadurch, dass die benötigten Farbkuppler  bereits im Film enthalten sind. Die organischen Farbstoffe werden während der Filmentwicklung in den betreffenden Schichten gebildet und eingelagert. Dadurch lässt sich der Film nach dem einfacheren und schnelleren Eastman-Color-Farbumkehrverfahren (z. B. E-6) verarbeiten – was ihn zum Urtyp des heutigen Diafilms macht.

## Geschichte
Zu unterscheiden ist dabei zwischen verschiedenen Einzelprodukten, wie dem
- Ektachrome Commercial (seit 1958),
- Ektachrome EF (1965–1975),
- Ektachrome 64T als Mittelformatfilm 120 Ektachrome ER (1960–1965),

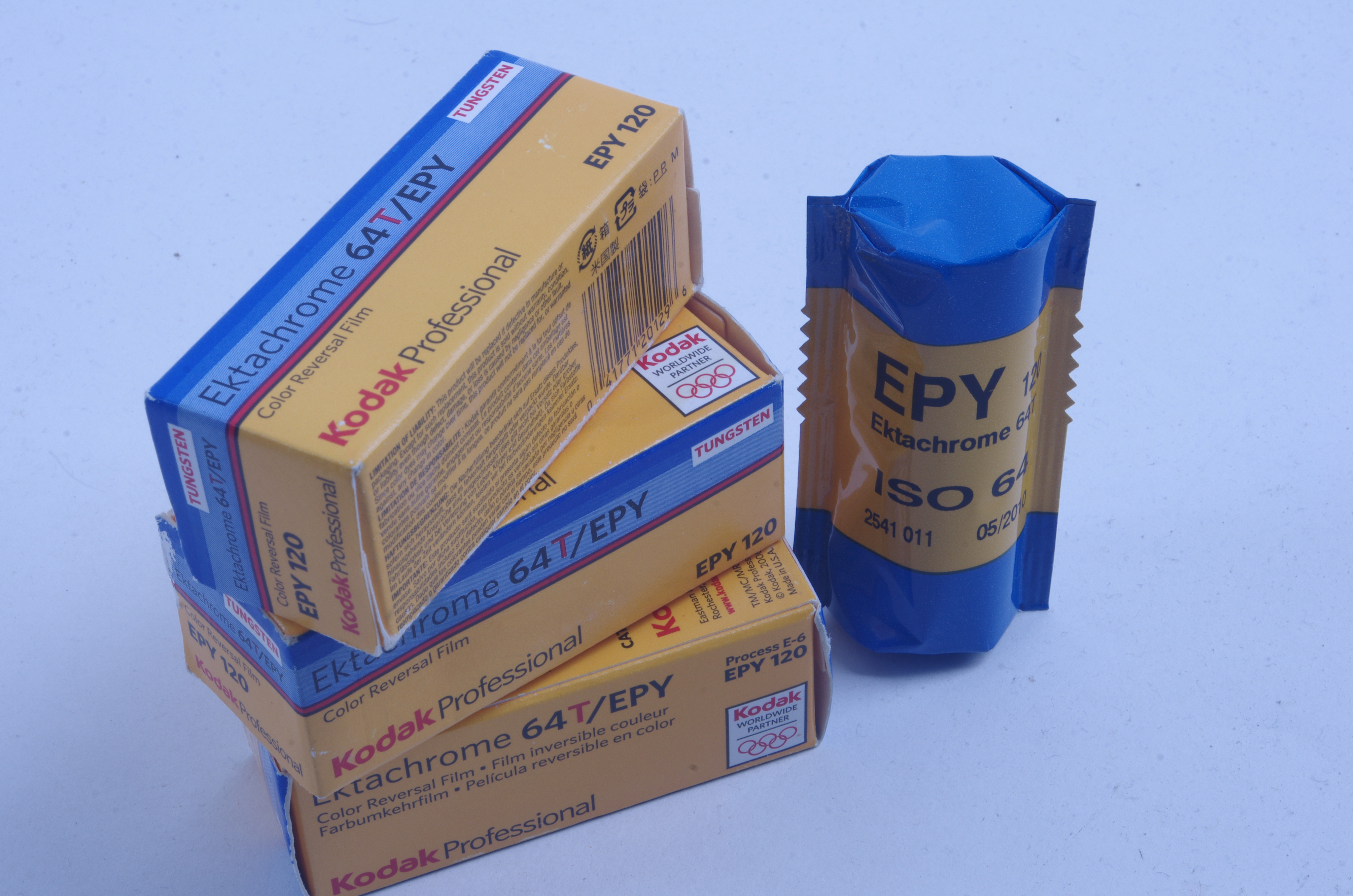
Ektachrome 64T als Mittelformatfilm 120

- Ektachrome MS (1963 bis ca. 1977),
- Ektachrome Print Film (seit 1971),
- Ektachrome R Print Film (seit 1966),
- Ektachrome Video News (seit 1975).

Der Ektachrome-Farbumkehrfilm wurde noch bis März 2012 hergestellt. Dann kündigte Kodak wegen ständig zurückgehender Verkaufszahlen die Einstellung der Produktion von Diafilmen an, verbunden mit der Erwartung, dass die vorhandenen Lagerbestände in sechs bis neun Monaten abverkauft sein werden. Dies betraf alle von Kodak bis dahin noch hergestellten Diafilme, wie z. B. den Ektachrome 100 G und den Ektachrome 100 VS sowie den Elite Chrome Extra Color 100.
Kodak Ektachrome wird seit Oktober 2018 wieder durch Kodak ausgeliefert.

## Auflösungsvermögen
Die Körnigkeit wird als RMS-Wert angegeben. Das Auflösungsvermögen wurde bei verschiedenen Objektkontrasten (1,6:1 und 1000:1) gemessen und wird in Linien pro Millimeter angegebenen.
| Filmtyp                                        | Körnigkeit (RMS) | Auflösungsvermögen in L/mm bei Objektkontrast | Auflösungsvermögen in L/mm bei Objektkontrast |
| Filmtyp                                        | Körnigkeit (RMS) | 1,6:1                                         | 1000:1                                        |
| Farbumkehrfilme                                |                  |                                               |                                               |
| Kodachrome 25                                  | 9                | 63                                            | 100                                           |
| Kodachrome 64                                  | 10               | 63                                            | 100                                           |
| Ektachrome 100 prof.                           | 11               | 50                                            | 100                                           |
| Kodachrome 200                                 | 16               | 50                                            | 100                                           |
| Ektachrome 400 HC                              | 17               | 40                                            | 80                                            |
| Ektachrome P800/1600 prof. (bei 400/800 ASA)   | -                | 40                                            | 80                                            |
| Ektachrome P800/1600 prof. (bei 1600/3200 ASA) | -                | 32                                            | 63                                            |